# Eliotropo (strumento)

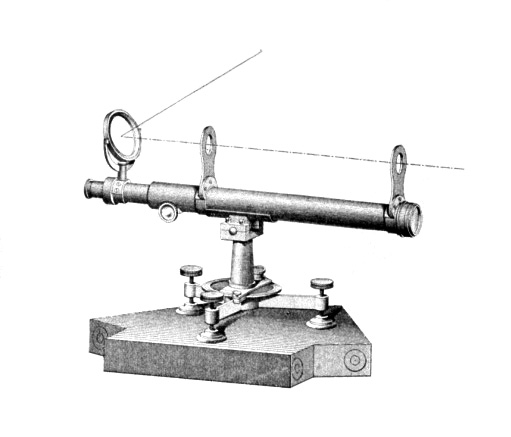
Eliotropo di Wurdemann

L'eliotropo è uno strumento che usa degli specchi per riflettere i raggi solari a grandi distanze, per segnalare la posizione dei partecipanti durante un rilevamento topografico. L'eliotropo è stato inventato dal matematico tedesco Carl Friedrich Gauss. La parola "eliotropo" deriva dal Greco: helios (Greco: Ἥλιος), che significa "sole", e tropos (Greco: τροπή), che significa "girare". Tale nome si adatta perfettamente a uno strumento come l'eliotropo, che può essere girato per riflettere i raggi del sole verso un dato punto.
L'eliotropo fu utilizzato dai topografi durante grandi rilevamenti con triangolazione, dove, a causa delle grandi distanze tra le stazioni (solitamente venti miglia o più), un bersaglio normale sarebbe apparso indistinto. Gli eliotropi furono usati ripetutamente come bersagli durante le topografie ad oltre 100 miglia. Nel 1878, in California, a Mount Saint Helena, B.A. Colonna dell'USCGS dal Monte Shasta utilizzò un eliotropo a una distanza 192 miglia (309 km).

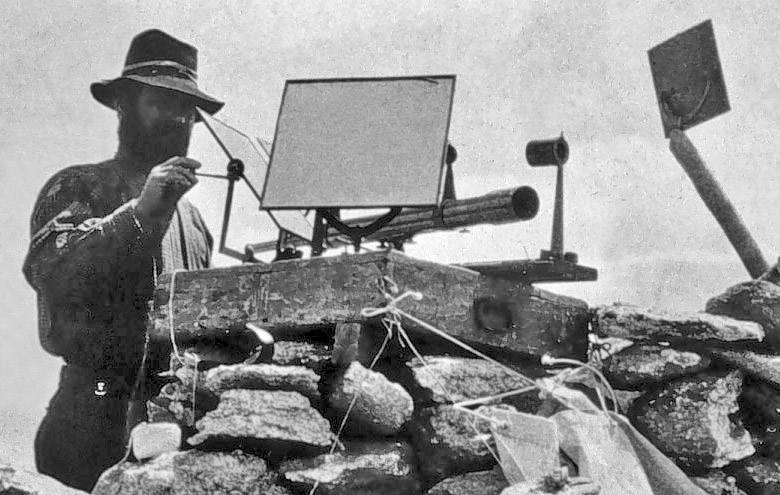
Eliotropo (ca.1878): collezione di B.A. Colonna (NOAA).

L'eliotropo poteva essere usato soltanto di giorno, e col sole. In seguito ne venne ulteriormente limitato l'uso (nelle zone con alte temperature), permesso solo di mattina e di pomeriggio, quando l'aberrazione atmosferica non influenzava la visuale dello strumento. L'operato dell'eliotropo veniva chiamato "lampeggiatore" e a volte si serviva di un secondo specchio per comunicare con la postazione dello strumento grazie all'eliografia, un sistema di segnalazione che usa superfici riflettenti stimolate. L'inventore dell'eliografo, uno strumento simile specializzato nella segnalazione, ebbe l'ispirazione per l'invenzione mentre osservava l'utilizzo di un eliotropo durante una topografia in India.